# Феридункенар
Феридункенар (перс. فریدون‌کنار‎) — город на севере Ирана в провинции Мазендеран. Административный центр шахрестана Феридункенар. Город расположен на южном берегу Каспийского моря в устье реки Хераз. Феридункенар растянут по побережью на 5 км вдоль автодороги Махмудабад-Бабольсер. На северо-востоке города расположена морская гавань, где расположен порт Феридункенар.
К югу от города располагается одноименный природный заповедник.